# Menabitan
Menabitan (INN; SP-204), ili menabitan hidrohlorid (USAN), je sintetički lek koji deluje kao potentan agonist kanabinoidnog receptora. On je blisko srodan prirodnim kanabinoidima iz tetrahidrokanabinolne (THC) grupe, od kojih se razlikuje prvenstveno po svom dužem i razgranatijem bočnom lancu, i zameni u ugljenika u 9-poziciji azotom. On je izučavan kao analgetik tokom 1970-tih i utvrđeno je da poseduje antinociceptivne efekte kod ljudi i životinja, ali nije plasiran na tržište.

## Literatura
- Triggle, David J. (1996). Dictionary of Pharmacological Agents. Boca Raton: Chapman & Hall/CRC. стр. 1271. ISBN 978-0-412-46630-4.
- Nahas, Gabriel G. (5. 4. 1999). Marihuana and Medicine. Humana Press. стр. 46. ISBN 978-0-89603-593-5. Приступљено 9. 5. 2012.

.